# شاوشتاتار

مهر سلطنتی شاه شاوشتاتار

شاوشتاتار (انگلیسی: Shaushtatar; ۱ ژانویهٔ ۱۴۴۰ (پیش از میلاد) – ۱ ژانویهٔ ۱۴۱۵) (پیش از میلاد) شاه هوری‌ها در پادشاهی میتانی پانزده قرن پیش از میلاد بود.